# Science slam
Science slam är en ny form av kommunikation av vetenskap till en publik som inte är specialister i ämnet, en form av populärvetenskap. Inspirationen kommer från Poetry slam, där originaltexter presenteras av poeten själv inför en publik som även utgör jury och röstar fram det segrande bidraget/poeten. I Science slam är det i stället för poesi egna vetenskapliga resultat som presenteras av forskaren själv. Liksom hos Poetry slam finns det en tidsbegränsning (som här är maximalt 10 minuter), men däremot finns inga hinder för att använda sig av hjälpmedel. Det är vanligt att presentatörer har en power-point, men även föremål, filmklipp och white board får lov att utnyttjas. Juryn har inte i uppdrag att bedöma hur banbrytande själva forskningsresultaten är, utan juryns bedömning ska i stället, utöver förmågan att förmedla fakta om forskningen på ett informativt sätt, ta hänsyn till faktorer som kan avgöra hur forskningsresultatens betydelse åskådliggörs och, inte minst, hur underhållande själva framställningen är. 

## Uppkomst och mottagande
Science Slam startade i Tyskland. Första tävlingen ägde rum vid Technische Universität Darmstadt, TU Darmstadt (2006), senare i bland annat Braunschweig (2008), Hamburg (2009) och Berlin (2010). Sammanlagt har tävlingar ägt rum i över femton tyska universitetsstäder. Såväl lokala dagstidningar som ledande nationella tidningar , vetenskapsmagasin , radio- och tv-program  har rapporterat om tävlingarna. Ett par saker brukar lyftas fram, bland annat behovet av att kommunicera forskningsresultat utanför akademin, att publiken är delaktig och intresserad men även frågan huruvida populariseringen kan innebära att detaljer inom forskningen utelämnas till förmån för underhållning.